# Adrian Woźniczka
Adrian Woźniczka (ur. 14 sierpnia 1982 w Tarnowie) – polski piłkarz występujący na pozycji obrońcy.